# João Gabriel Vasconcellos
João Gabriel Vasconcellos (Río de Janeiro, Brasil; 30 de junio de 1987[cita requerida]), más conocido como João Gabriel es un actor, modelo brasileño.

## Primeros años
João Gabriel se graduó en artes escénicas en la Casa das Artes de Laranjeiras (CAL) y en teatro en la Universidade Federal do Rio de Janeiro (UniRio).
Debutó en los cines en el 2009, en la película Do Começo ao Fim, dirigida por Aluizio Abranches, actuando como Francisco, un hombre que tiene una relación con su hermanastro. Un año después del lanzamiento del largometraje, mientras cursaba Atores da Globo, fue contratado como reportero del programa Vai e Vem en la GNT. 
Actuó en las películas As Horas Vulgares bajo la dirección de Victor Graize y Rodrigo de Oliveira, interpretando a un pintor que atraviesa una crisis existencial. O Duelo, largometraje de Marcos Jorge.
En el teatro, participó en "Exercício n2: Formas Breves" de Bia Lessa; "Alvodoamor", la obra dirigida por John Fonseca y Vinícius Arneiro; "R&J de Shakespeare - Juventude Interrompida", adaptado por Joe Calarco de William Shakespeare, dirigida por Juan Fonseca y "Covil da Beleza", por Eduardo Ruiz, dirigida por Lavinia Pannunzio.
En 2013, fue del reparto de la nueva versión de Chiquititas (Brasil), de la SBT. También participó en la serie O Negócio producida por HBO Brasil. Y participó de Se Eu Fosse Você, para Fox.

## Televisión
| Año  | Título                     | Papel      | Notas        | Emisora   |
| ---- | -------------------------- | ---------- | ------------ | --------- |
| 2010 | Vai e Vem                  |            | Repórtero    | GNT       |
| 2011 | Os Figuras                 | Lucas      | Protagonista | Multishow |
| 2012 | Dilemas de Irene           | Dr. Shorn  | Secundario   | GNT       |
| 2013 | Se Eu Fosse Você - A Série | Marquinhos | Secundario   | FOX       |
| 2013 | Chiquititas (Brasil)       | Armando    | Antagonista  | SBT       |
| 2013 | O Negócio                  | Augusto    | Secundario   | HBO       |
| 2014 | O Negócio - 2ª temporada   | Augusto    | Secundario   | HBO       |

## Cine
| Año  | Título            | Personaje     | Nota(s)                                 |  |
| ---- | ----------------- | ------------- | --------------------------------------- |  |
| 2009 | Do Começo ao Fim  | Francisco     | Dir. Aluizio Abranches                  |  |
| 2011 | As Horas Vulgares | Lauro         | Dir. Rodrigo de Oliveira e Vítor Graize |  |
| 2012 | O Duelo           | Tenente Mário | Dir. Marcos Jorge                       |  |

## Teatro
| Año  | Título                                      | Notas                                |
| ---- | ------------------------------------------- | ------------------------------------ |
| 2009 | Exercício n2: Formas Breves                 | Dir. Bia Lessa                       |
| 2010 | Alvodoamor                                  | Dir. Vinicius Arneiro e João Fonseca |
| 2011 | R&J de Shakespeare - Juventude Interrompida | Dir. João Fonseca                    |
| 2012 | Covil da Beleza                             | Dir. Lavínia Pannunzio               |